# Список умерших в 916 году
В этой статье представлен список известных людей, умерших в 916 году.
См. также: Категория:Умершие в 916 году

## Март
- 27 марта — Алдуин I — граф Ангулема из рода Тайлефер (886—916)

## Май
- 25 мая — Фланн Синна — король Миде (877—916) и верховный король Ирландии (879—916)

## Июль

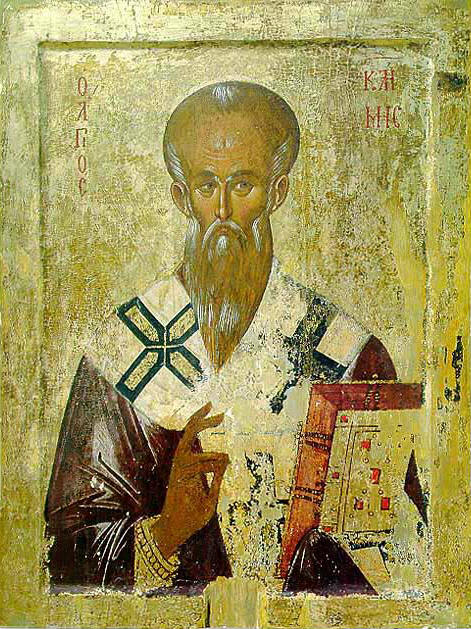
Климент Охридский

- 27 июля — Климент Охридский — болгарский и всеславянский просветитель, святой, в Болгарии и Македонии чтим в лике святых «седмочисленников», к которым относят святых Кирилла и Мефодия и их учеников

## Декабрь
- 8 декабря — Теодорих I[англ.] — епископ Падерборна в 908—916

## Точная дата смерти неизвестна
- Анарауд ап Родри — правитель валлийского королевства Гвинед (878—916). В «Анналах Камбрии» его называют «королём бриттов»

- Бенсио — первый наследственный граф Ампурьяса и Руссильона (915—916), представитель Ампурьясской династии
- Бово II[нем.] — аббат Корвея (900—916)

- Зиядет-Аллах III — последний эмир Ифрикии из династии Аглабидов (903—909)
- Мор инген Кербайлл[англ.] — королева Лейгина (Ирландия), дочь короля Осрайге Кербалла мак Дунлайнге
- Тигернах уа Клейриг[англ.] — король Уи Фиахрах Айдне (Ирландия)
- Феодора Старшая — жена консула Рима Теофилакта, графа Тускулумского, вместе с которым контролировала власть. Правление её и её дочери Марозии получило в истории папства название порнократии
- Чже Коньчжоу[англ.] — китайский военачальник при последних императорах династии Тан.